# Heckler & Koch MP7
Heckler & Koch MP7, HK MP7 hay MP7 là súng tiểu liên thuộc loại vũ khí tự vệ cá nhân của hãng Heckler & Koch (Đức).
Súng tiểu liên MP7 được phát triển trong khuôn khổ thay thế MP-5 của chương trình Lính bộ binh tương lai (Infanterist der Zukunft - IDZ) của quân đội Đức,nhằm để xuyên qua được áo chống đạn và ngăn cản được đạn súng ngắn.MP7 có tốc độ bắn khá cao so với những loại súng tiểu liên khác lên đến 950 viên/phút.
MP7 đã được trang bị cho quân đội Đức, cảnh sát của Ministry of Defence Police (Anh), Garda Síochána của Ireland, thành viên của Lực lượng Đặc nhiệm Malaysia và cảnh sát Quốc gia Hàn Quốc.

## Heckler & Koch UCP
Súng ngắn chiến đấu phổ thông Heckler & Koch (HK UCP), còn được gọi là HK P46 được thiết kế bởi Heckler & Koch, là một khẩu súng ngắn bán tự động, được phát triển theo ủy quyền cho Bundeswehr của Đức.
Khái niệm về UCP sau đó đã bị ngừng ở giai đoạn nguyên mẫu.

### Lịch sử và mô tả
UCP là người bạn đồng hành với súng tiểu liên HK MP7, sử dụng cùng một loại đạn HK 4.6×30mm. Đạm 4,6×30 mm là đối thủ cạnh tranh trực tiếp với 5,7×28mm của Fabrique Nationale de Herstal (FN). Do đó, UCP sẽ là đối thủ cạnh tranh trực tiếp với khẩu súng ngắn FN Five-seven. Cả hai đều có khả năng xuyên giáp lớn hơn và ít giật hơn so với các loại súng cầm tay quân sự thường được sử dụng khác, như 9×19mm Parabellum hoặc .45 ACP.
UCP hoạt động theo cơ chế Blowback. Thiết kế bên ngoài của UCP dường như đã được mượn từ khẩu Heckler & Koch P2000, và bao gồm các điều khiển hai bên, các khớp nối có thể hoán đổi cho nhau và hệ thống thanh ray loại Picatinny MIL-STD-1913 để gắn phụ kiện. UCP được thiết kế để sử dụng một loại nòng mở rộng có khả năng gắn được nòng giảm thanh do Brügger & Thomet tạo ra.
Thiết kế vẫn còn trong giai đoạn nguyên mẫu vào năm 2006, và đã được báo cáo là bước vào các thử nghiệm hạn chế với Bundeswehr.
Vào tháng 7 năm 2009, Wayne Weber, chủ tịch của HK USA, đã chỉ ra rằng dự án UCP đã bị hủy vì "HK cảm thấy nó không cung cấp đủ đạn đạo ở dạng súng ngắn".

## Thông số
- Độ dài: 340 mm (khi không mở báng súng), 541 mm (khi mở báng súng).
- Độ dài nòng súng: 180 mm.
- Bề ngang: 48 mm.
- Chiều cao: 172 mm.
- Trọng lượng: 1,80 kg (không nạp đạn), 1,90 kg (nạp 20 viên đạn), 2,00 kg (nạp 40 viên đạn).
- Cỡ nòng: 4,6 mm.
- Loại đạn: 4,6 x 30 mm.
- Tầm bắn: 200 m.
- Giá: 1600 $